# Drenovë
Drenovë là một xã trong quận Korçë thuộc hạt Korçë, Albania. Dân số năm 2005 là 5753 người.